# Aprilia 125 RX
 (juillet 2020).
L' Aprilia 125 RX est une moto de type trail fabriquée en Chine par le groupe Piaggio, qui est la déclinaison trail du supermotard SX.

## Description
Elle est équipée du moteur Piaggio 4 temps, à refroidissement liquide de 15 cv, qui équipe la gamme de motos 125 cm3 Aprilia et d'autres marques (Rieju Century, FB Mondial HPS, Malaguti Monte, Hanway Furious, etc.).
À la suite de la fin de la production des moteurs à deux temps sur les Aprilia 125 cm3, et de la nouvelle politique commerciale du groupe Piaggio en 2017, les motos à moteurs à deux temps sont désormais produites par une de ces marques espagnoles Derbi. Les marques Derbi et Gilera se concentrent ainsi sur les motos de 50 cm3.
En 2018, Piaggio lance la commercialisation de l'Aprilia RX 125, 4 temps, dans la continuité de la Derbi Senda DRD commercialisée entre 2007 et 2017.
D'autres groupes vendent également cette moto sous une autre marque mais sans ABS :
- Groupe XSR : Malaguti XTM 125
- UM DSR 125

Cette moto est également disponible en version super motard avec roues de 17 pouces et pneus route :
- Aprilia SX 125
- Malaguti XSM 125 (sans ABS)
- FB Mondial SMX 125 (sans ABS)
- UM DSR 125

En 2020, les concurrentes de ce trail léger de 15 cv à refroidissement liquide sont :
- Rieju MRT 125 Pro (fabriquée en Espagne et équipée du moteur Yamaha Minarelli)
- Beta 125 RR LC  (fabriquée en Italie et équipée du moteur Yamaha Minarelli)